# Pedro Antonio Fernández de Castro

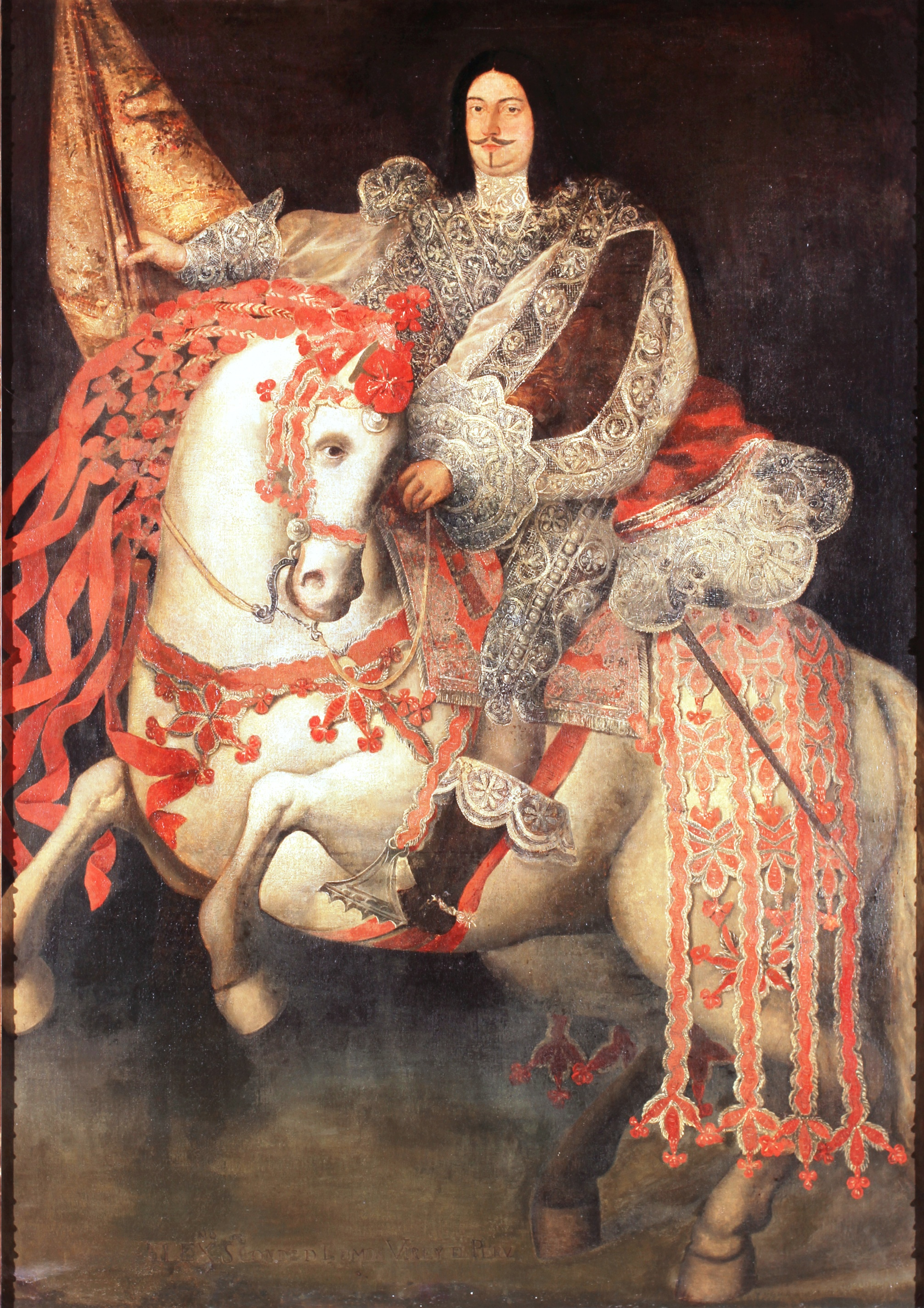
Pedro Antonio Fernández de Castro

Pedro Antonio Fernández de Castro Andrade y Portugal, 10. conde de Lemos, Grande von Spanien, marqués de Sarria y de Gatinara, duque de Taurisano (* 1632 in Madrid, Spanien; † 6. Dezember 1672 in Lima, heute: Peru) war ein Kolonialverwalter, der als Vizekönig von Peru amtierte.
Er war mit Ana Francisca de Borja verheiratet, einer Tochter des 8. Herzogs von Gandia aus der Familie der Borgia.

## Herkunft und Jugend
Pedro Fernández de Castro entstammte einer alten adligen Familie. Trotz seines hohen formellen Ranges war er vergleichsweise arm und hoch verschuldet. Seine prekäre finanzielle Situation konnte er durch die Heirat mit der wohlhabenden Witwe Ana Francisca de Borja 1664 verbessern.
1666 ernannte der Hof, unter Federführung des Grafen Peñaranda, dem Vorsitzenden des Indienrates, seine Ernennung zum Vizekönig von Peru, nachdem der Amtsinhaber Diego Benavides de la Cueva im Amt verstorben war.

## Amtszeit als Vizekönig von Peru
Er erreichte Lima im November 1667 und übernahm formell von seinem interimistischen Vorgänger, Bernardo de Iturriaza das Amt des Vizekönigs.

### Aufstand der Salcedo-Brüder
Schon zu Zeiten des Vizekönigs Benavides hatte sich ein innerspanischer Konflikt unter den Minenbesitzern entwickelt. Die Brüder José und Gaspar Salcedo (gebürtig aus Andalusien) hatten in der Nähe von Laycacota reiche Silbervorkommen entdeckt, die sie gemeinsam mit ihren Schwägern (gebürtig aus Peru) als Familienunternehmen ausbeuten wollten. In der spanischen Kolonie warf man ihnen vor, Kreolen, Kastilier und Andalusier und andere zu begünstigen und – aus innerspanischer Regionalrivalität – Männern aus Galicien, Katalonien und dem Baskenland keinen Zutritt zum Geschäft zu lassen. Der Konflikt eskalierte schnell, und es kam zu Gewaltausbrüchen.
Die Real Audiencia von Lima hatte sich schon mit den Vorwürfen beschäftigt und die Salcedo-Brüder für schuldig befunden; doch deren Bewaffnete schlugen die königliche Soldaten zurück und verweigerten der Kolonialverwaltung den Zutritt zur Stadt. Fernández de Castro, der selbst aus Galicien stammte, machte sich selbst auf den Weg, um den Aufstand niederzuschlagen. José Salcedo und 41 seiner Mitstreiter wurden zum Tode verurteilt und hingerichtet. Die Einwohner der Minensiedlung hatten sich in Puno niederzulassen, das zur Provinzhauptstadt erhoben wurde. Die alte Siedlung wurde niedergebrannt. Gaspar Salcedo musste für sechs Jahre in Verbannung gehen und eine hohe Geldstrafe leisten.
Später hob ein Berufungsgericht in Spanien die Urteile wieder auf und rehabilitierte Gaspar Salcedo. Ein Sohn von José Salcedo, ebenfalls José genannt, wurde von König Philipp V. später zum Marqués de Villarica erhoben.

### Vertretung durch seine Frau
Bemerkenswert war die Vertretungsregelung, die Fernández de Castro für die Abwesenheit während des Feldzugs befahl: Er machte seine Frau zur amtierenden Vizekönigin. Diese übte das Amt nicht nur pro forma aus, sondern traf tatsächlich alle wesentlichen Regierungsentscheidungen.
Dies geschah mit Billigung der Audiencia. Ana Francisca de Borja war so die erste weibliche Regierungschefin Südamerikas.

### Letzte Jahre und Tod
1670 plünderten Piraten unter Henry Morgan die Städte Chagres und Panama-Stadt, die zum Vizekönigreich Peru zählten. Fernández de Castro sandte zwar starke Truppen, als er von den Angriffen erfuhr, doch diese kamen zu spät, um die Städte zu schützen.
Im Dezember 1672 starb der Vizekönig in Lima nach kurzer Krankheit im Amt.